# Hartzenbusch Lee y Arriazu
Hartzenbusch Lee y Arriazu, también conocido como "Hartzenbusch Lee", "Arturo Lee" o "Arturo Lee y Arriazu" (Berceo, La Rioja, España, 28 de noviembre de 1919 - Buenos Aires, 7 de abril de 1994) fue un pedagogo, filósofo, educador, escritor y poeta español, que combatió, además, en el batallón Abraham Lincoln en la guerra civil española.

## Antecedentes familiares
Hartzenbusch (Arturo) Lee y Arriazu era nieto de A.C. Grant, maestro de escuela, que luchó en el bando confederado de la Guerra de Secesión y se destacó en los campos de batalla de Vicksburg y Port Gibson. También formó parte, entre 1871 y 1879, de los legendarios Texas Rangers que mandaba el capitán Leander H. McNelly. Colaboró en la persecución y captura del celebérrimo delincuente John Wesley Hardin. Existe todavía una fotografía de Grant (posiblemente tomada en 1901) en un afiche de la Compañía "B" de los Rangers luego de la remodelación que sufriera la unidad.
Isaac Lee, hijo del anterior y padre de Hartzenbusch, nació en Knoxville, Tennessee, Estados Unidos, en 1889 y murió en Santillana del Mar, Cantabria, España, en 1923. A los 21 años de edad conoció en Estados Unidos a una joven navarra mucho menor que él, Mariana Josefa de Arriazu y Toledo (Ablitas, 1900 - Madrid, 7 de enero de 1974). Vuelta la niña de 11 años a la península ibérica, Isaac la siguió y asedió incansablemente hasta obtener de sus padres la mano de Mariana, con la que se casó dos años más tarde.

## Nacimiento y bautizo
Isaac Lee se asimiló completamente a su país adoptivo en un lapso muy breve: entusiasta de la poesía española, bautizó a su tercer hijo con el apellido de su escritor favorito, Juan Eugenio Hartzenbusch, autor de "Los amantes de Teruel". Un año después de terminada la Primera Guerra Mundial nació, entonces, en el pueblo riojano de Berceo, Hartzenbusch Lee y Arriazu.
Ya mayor, sin embargo, Hartzenbusch cambió su nombre de pila a Arturo y así pidió que se lo llamara, ya que, por causa de sus ideas de izquierdas y anarquistas, no disfrutaba de las resonancias germánicas del suyo.

## Experiencia militar
Al inicio de la guerra civil española, con escasos 20 años, Lee ingresó en las Brigadas Internacionales para defender la República. Por su dominio del idioma inglés, fue destinado en la Brigada XIª a cumplir funciones de enlace con los integrantes ingleses, británicos y canadienses de las Brigadas Abraham Lincoln, George Washington, LVIIª Inglesa y MacPaps.
Con la XIª, entró en combate en siete ocasiones: en la Campaña de Madrid, en Boadilla, en la carretera Chinchón-Madrid en el contexto de la Campaña de Jarama, en la Batalla de Guadalajara y en las acciones acaecidas en Brunete, Teruel y Aragón.

## Emigración
Cansado de la guerra y de presenciar tantas muertes, Lee decidió emigrar a la Argentina en 1941, en el convencimiento de que la Segunda Guerra Mundial terminaría involucrando a España.
Se estableció en la capital, Buenos Aires, donde desarrolló la mayor parte de su celebrada tarea docente, literaria y poética. Recibido de Maestro Normal en 1945 y de profesor de Historia y Geografía al año siguiente, se mudó a la ciudad de Corrientes, donde escribiría su obra más importante: "Didáctica", tratado de pedagogía en dos tomos. En esta ciudad recibió también su título de grado en la especialidad. Llegada la Revolución Libertadora en 1955, Lee fue apartado de sus puestos docentes debido a sus ideas socialistas, y debió pasar a la actividad privada.

## Enfermedad y muerte
Hartzenbusch Lee regresó a Buenos Aires retornada la democracia en los años 80. Ya jubilado, pasó sus últimos años difundiendo sus ideas, con el auxilio de periodistas como Claudio Funes, Ricardo Puente Rey y otros, quienes publicaron varios ensayos sobre su obra.
En 1993, como consecuencia de una adenomiomatosis de próstata debió ser hospitalizado, y falleció en la Capital Federal el 7 de abril del año siguiente.

## Carácter y personalidad
Dotado de todas las características del héroe romántico del siglo XIX y habiendo luchado con las Brigadas en la guerra civil española, llegó a la Argentina en momentos en que un gobierno aparentemente de derechas entroncaba con las ideas socializantes de Evita y los Descamisados. Hacia ellos se inclinó Lee, participando en reuniones y tertulias literarias y ayudando a diseñar para el gobierno peronista los planes de estudio de las escuelas elementales.
Las luchas entre derecha e izquierda en los años 50 lo sorprenden trabajando aún en sus teorías didácticas, y se ve obligado o inducido a escapar al interior del país, residiendo en Santa Fe, Entre Ríos y Corrientes.
En los años 70, orientó y organizó diversas acciones militares de distintos grupos guerrilleros, particularmente las de la Compañía de Monte "Ramón Rosa Jiménez" del ERP en Acheral, Tucumán.
Sus tesis introspectivas sobre la "mirada interior" como motor del progreso humano y de la inversión de roles como herramienta pedagógica muestran a un hombre que hace gala de una profunda comprensión del ser humano y de los procesos mentales, un concreto conocimiento de la didáctica y la pedagogía, serios conocimientos literarios y una poesía lírica, humana y combativa.

## Obra publicada
Esta lista se considera completa.
- Didáctica (texto sobre pedagogía, 2 tomos), Ediciones de la Universidad Nacional del Nordeste, Corrientes, 1951.
- Doria (poesía), Planeta, Buenos Aires, 1973.
- Brindis por un sevillano (poesía), Ed. Petrel, Buenos Aires, 1975.
- Estudio sobre la poesía argentina del siglo XIX (ensayo), Ed. Del Mayoral, Buenos Aires, 1976.
- Trazas de la centella (novela), Ed. Petrel, Buenos Aires, 1988.
- Wegener, America and the introspective sight (ensayo), The Globe Publications, Ontario, 1990.

## Obra inédita
Su biógrafo más importante consigna una lista no exhaustiva de las obras inéditas de Lee:
- Dos obras de teatro.
- Un libro de prosa poética.
- Dos monografías sobre pedagogía.
- Una obra sobre psicología evolutiva de la infancia.
- Tres novelas cortas.
- Seis poemarios inéditos.
- Cinco novelas (aparentemente posteriores a "Trazas de la centella").